# Pulau Ubin
Pulau Ubin (malaiisch für deutsch „Granitinsel“, früher Pulau Batu Ubin) ist eine Insel im Nordosten Singapurs.

## Geographie
Pulau Ubin liegt in der Straße von Johor zwischen Malaysia und Singapur.
Die Insel ist 8 km lang, 1,3 bis 1,7 km breit und 10,2 Quadratkilometer groß.
Das Alter der Insel wird auf 200 Millionen Jahre geschätzt.
Es gibt ein paar kleine Flüsse. Im Norden der Insel liegen der Sungei Besar und der Sungei Mamam, im Süden der Sungei Jelutorg und der Sungei Puaka.
Die höchste Erhebung ist der 74 Meter hohe Hügel Puaka.
Die kleineren Inseln Pulau Sekudu und Pulau Ketam liegen südöstlich beziehungsweise südwestlich von Pulau Ubin.

## Bevölkerung
Im Jahr 1970 hatte Pulau Ubin 2028 Einwohner. 1599 davon waren Chinesen, 411 Malaien und 15 Inder. Seitdem hat sich die Bevölkerung wegen der Stilllegung der Steinbrüche und des Umsiedlungsprogramms der Regierung stark verringert. Heute leben nur noch etwa 100 Menschen auf der Insel. Die meisten davon sind nach wie vor Chinesen. Ein großer Teil der Bevölkerung konzentriert sich in dem Dorf nahe der Anlegestelle, von der aus Schiffe zur Hauptinsel fahren. Ein Teil der Bevölkerung lebt über die ganze Insel verstreut. Viele leben in einzelstehenden Häusern oder winzigen Dörfern.

## Flora und Fauna
Trotz der Nähe zur urbanisierten Hauptinsel Singapurs weist Pulau Ubin eine enorm hohe Artenvielfalt auf. Größere Säugetiere wie Otter, Wildschweine oder Langschwanzmakaken kreuzen regelmäßig die wenigen Straßen. Auf der Insel leben viele bedrohte Vogelarten darunter der Gelbscheitelbülbül. Im Zuge der Renaturierung nach der Stilllegung der Steinbrüche konnten sich unter anderem Orienthornvögel wieder ansiedeln.

## Wirtschaft
Früher gab es auf Pulau Ubin einige Granitsteinbrüche, von denen der Name „Granitinsel“ kommt. Etwa 1970 wurden die Steinbrüche aufgegeben und die Regierung hat ein Umsiedlungsprogramm gestartet, um Pulau Ubin zu einer Attraktion für Naturliebhaber zu machen. Viele Bewohner der Insel verleihen Fahrräder an Touristen, arbeiten in Restaurants, Krabbenfarmen oder sind Fischer.

## Einzelnachweise

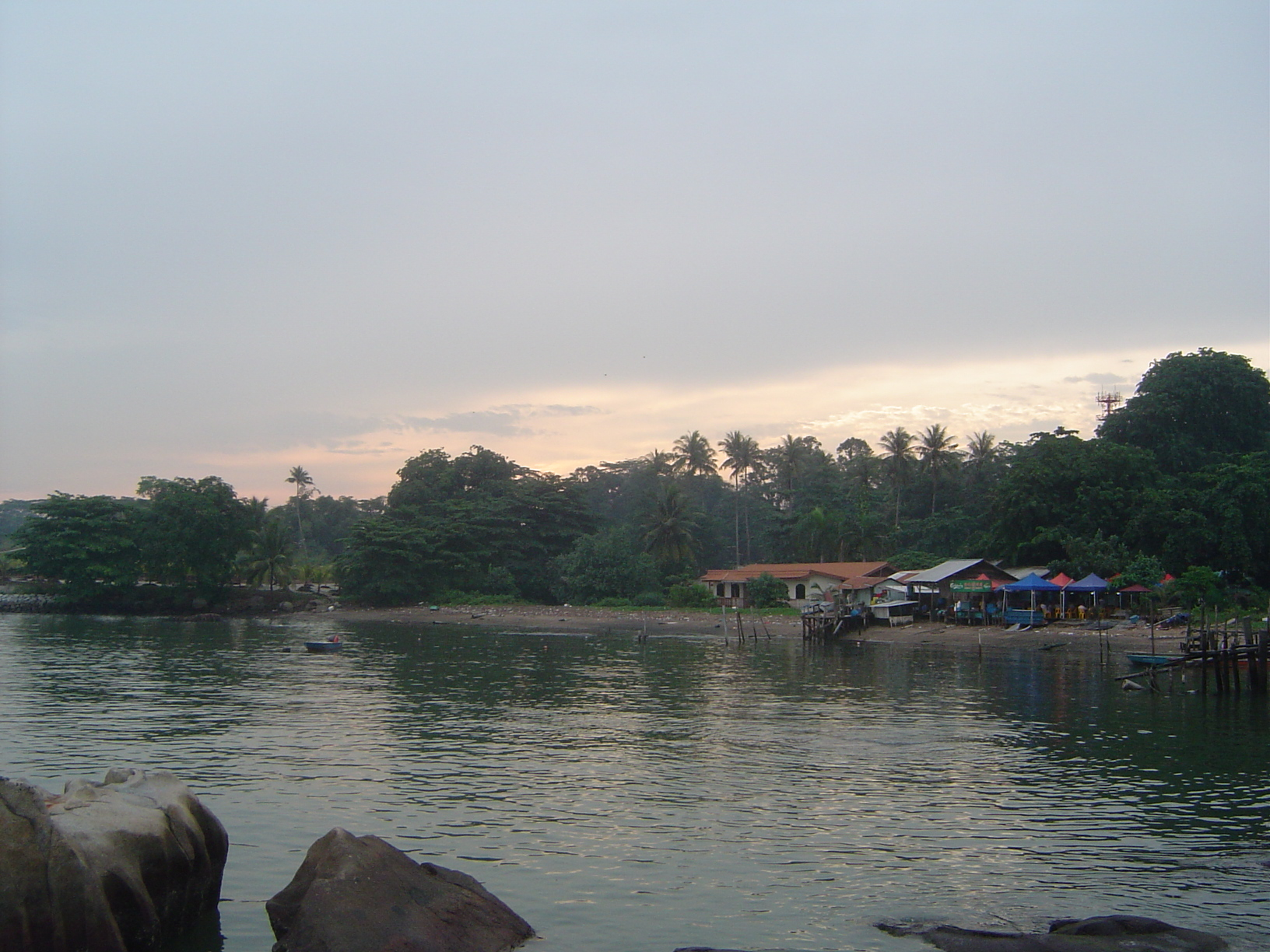
Dorf auf Pulau Ubin
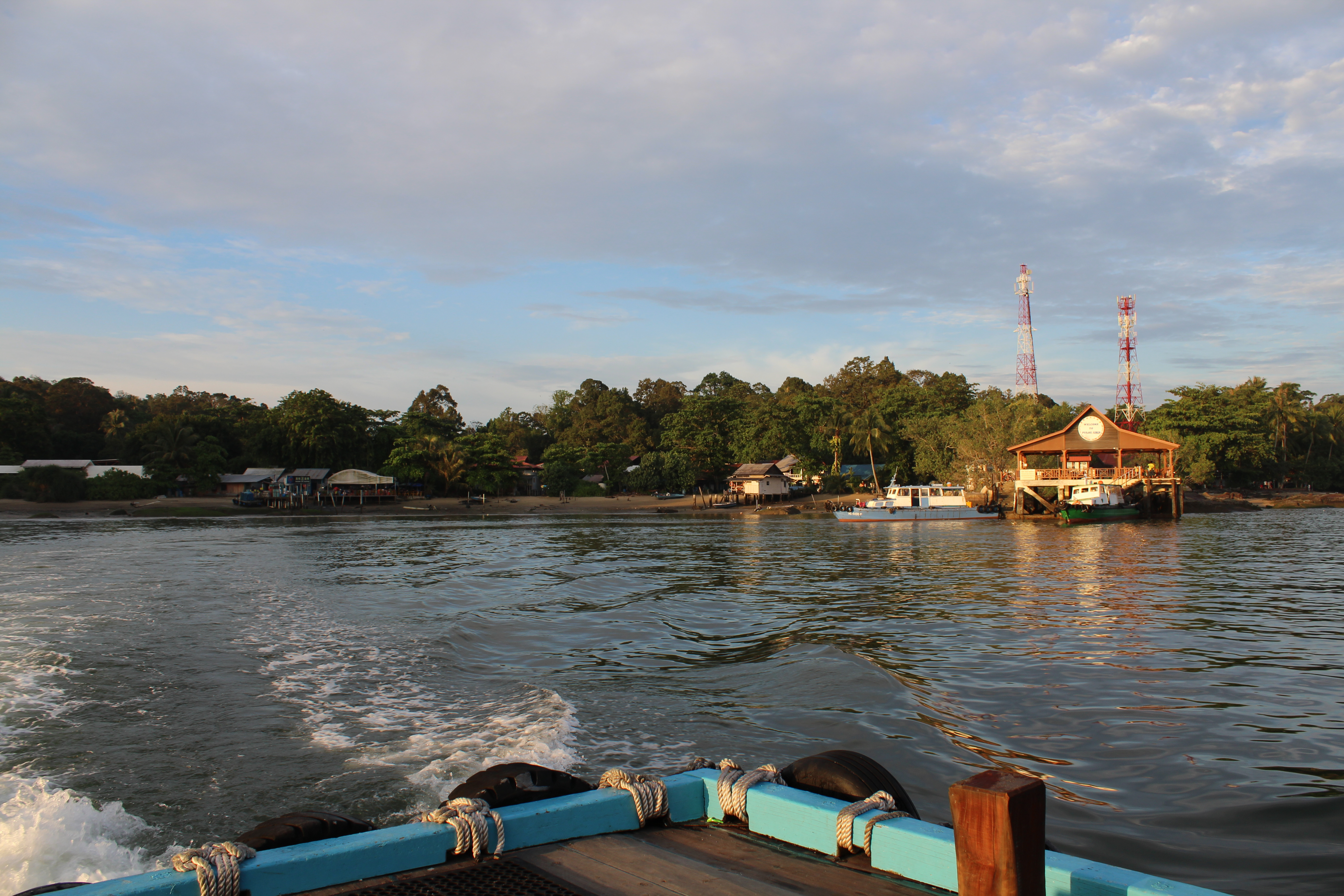
Pulau Ubin Anlegesteg

## Tourismus
Heutzutage ist der Tourismus die größte Einnahmequelle der Einwohner auf Pulau Ubin. Besucher können in unregelmäßigen Abständen via zehnminütigen Touren in kleinen Fischerbooten à zwölf Personen für vier S$ pro Weg zur Insel verkehren. Nahe der Anlegestelle, im einzigen Ort der Insel, der Möglichkeiten zur Einkehr bietet, gibt es zahlreiche Fahrradverleihe, die Touristen die Insel radelnd erkunden lassen oder zum im Westen der Insel gelegenen Ketam Mountainbike Park (45ha, 10 km Strecke, freier Eintritt, eröffnet 2008) einladen.